# Cellarium

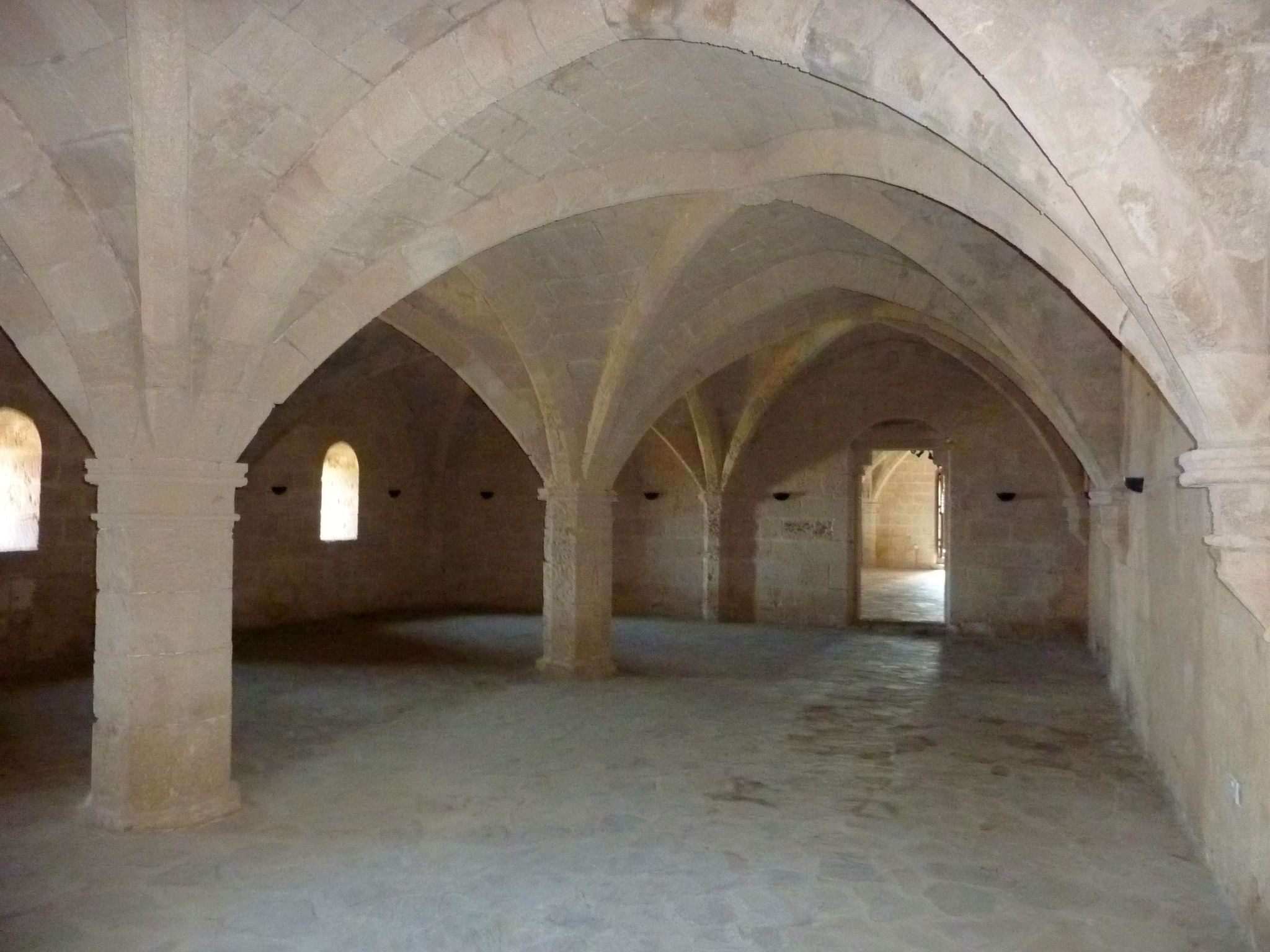
cellarium van abdij in Bellapais

Een cellarium is de kelder van een klooster of abdij. Een cellarium bestaat uit een constructie van gewelven die de bovenliggende vloeren en muren dragen. Het werd doorgaans gebruikt als opslagplaats voor de voedsel- en drankvoorraden van het klooster en was daarvoor geschikt door de vrij constante en lage temperatuur. De cellarius was de keldermeester die de voorraden beheerde.
Voorbeelden van cellaria treft men aan in tal van abdijen, waaronder de benedictijner Abdij van Monte Cassino, in Bolton Abbey en Fountains Abbey.
Het Nederlandse woord kelder stamt af van het woord cellarium.